# Bokor Ervin
Bokor Ervin (Budapest, 1887. november 29. – 1949 után?) kormányfőtanácsos, magántisztviselő.

## Életútja
Bokor József egyetemi tanár, lapszerkesztő és Mudrony Ágnes fiaként született 1887. november 29-én, két évvel később, 1889. december 27-én keresztelték Budapesten, a Deák téri evangélikus templomban. Budapesten végezte középsiskoláit és az egyetemet majd doktori diplomát szerzett. Az egyetem elvégzése után pénzügyi pályán helyezkedett el, több fővárosi pénzintézetnél dolgozott. 1916. október 24-én Budapesten feleségül vette Egyházy Julianna Vilmát.
Az első világháborúban az 1. honvéd gyalogezred tartalékos hadnagyaként orosz fogságba került 1914 novemberében a Kárpátokban. Megfordult Tomszkban, Krasznojarszkban, majd Nyizsnyij-Ugyinszkba került. Még Tomszkban találkozott Ballay Józseffel, akivel 1915. december 27-én szöktek meg a táborból. Orosz parasztruhában Kínába szöktek, onnan Japánba meg Amerikába kerültek. Honoluluban szálltak partra, később onnan hajóztak San Franciscóba és vasúttal utaltak New Yorkba, ahonnan hajóval Norvégiába mentek. Innen Berlin érintésével kerültek Bécsbe. Szökésének történetét Menekülés a szibériai fogságból Japánon és Anglián keresztül c. kötétében írta meg.
Hazatérését követően a Hangya Szövetkezet Központi igazgatója, később az Oesterreichische Creditanstalt Wiener Bankverein magyarországi fióktelepének ügyvezető igazgatója volt. Ezen minőségében a Pénzintézeti Központ választmányi tagja volt Budapesten, a magyar pénzügyi életben előkelő helyet foglalt el. 1940-ben megszerezte a kormányfőtanácsosi címet. 
A második világháborút követően Bécsbe távozott. 1947-ben az Export Magyar Malátagyár Rt. törölte az igazgatósági tagságát.
Szerkesztette Zoltán (elöbb Koplik) Gyulával a Hangya évkönyvet 1931-re és a Hangya naptárt 1931/36-ra. Előszava: Hegedüs Vilmos: A szövetkezeti eszme a közgazdaságban (Bp., 1925) c. kötetben.

## Műve
- Menekülés a szibériai fogságból Japánon és Anglián keresztül. Budapest, 1919. (Alcím: Két magyar tiszt viszontagságai).